# Motovun
Motovun (italienisch Montona) ist eine Stadt in der Region Istrien im Nordwesten Kroatiens. Sie liegt 277 m über dem Meer auf einem steilen, isolierten Hügel über dem Tal der Mirna.
Das historische Städtchen zählt heute etwa 500 Einwohner; gemeinsam mit den Siedlungen Brkač/Bercaz, Kaldir/Caldier und Sveti Bartol/San Bartolo zählt die Gemeinde 912 Einwohner (gemäß Volkszählung 2021), die hauptsächlich von Tourismus, Weinbau und sich selbstversorgender Landwirtschaft leben.

## Geschichte
Die Gegend um Motovun/Montona war früh besiedelt. Vorrömischen Völkern diente der Hügel als Fluchtburg. Zur Zeit der Römer nannte sich die Siedlung „Montana“, ähnlich wie sie heute noch im italienischen heißt. Nach dem Niedergang des weströmischen Reichs gegen Ende des 5. Jahrhunderts befand sich Motovun/Montona unter der Herrschaft des Byzantinischen Reichs oder unter dem Einfluss der Langobarden. Ab dem 10. bis ins 13. Jahrhundert stand die entstehende Stadt abwechselnd unter der Herrschaft der Bischöfe von Poreč/Parenzo und der Patriarchen von Aquileia. Im Jahr 1278 kam Motovun-Montona in venezianischen Besitz, in dem es bis zum Ende der venezianischen Republik am Ende des 18. Jahrhunderts verblieb.
Nach dem Zerfall der Republik Venedig (1797) und durch die Gründung des Königreich Italiens im Jahr 1805 geriet Motovun-Montona – wie die gesamte Region Istriens – unter den Machteinfluss Napoleons. Am Wiener Kongress 1815 wurde mit der Zuschlagung die Region Illyrien den Habsburgern auch Motovun/Montona unter die Herrschaft der Donaumonarchie gestellt.
Nach dem Ersten Weltkrieg und dem Ende der Österreichisch-Ungarischen Monarchie gehörte die Region Istrien durch den Vertrag von Saint-Germain einige Jahre zu Italien. Nach dem Zweiten Weltkrieg wurde Istrien und somit Motovun/Montona ein Teil von Jugoslawien. In der Folge des Zweiten Weltkriegs verließ die – überwiegend italienische – Bevölkerung Motovuns/Montonas die Stadt.

## Sehenswürdigkeiten
Die venezianische Herrschaft gab Motovun/Montona das heutige architektonische Gepräge. Die Stadt ist ein kultur- und architekturgeschichtlich bedeutsames Ensemble. Sie ist zur Gänze von einem um 1300 erbauten inneren und einem im 16. bis ins 17. Jahrhundert errichteten, äußeren Mauerring mit Wehrtürmen und Stadttoren umgeben. Unter der Festung entstand eine Vorstadt.
Von der Ebene der Mirna/Quieto hinaufkommend, auf der Höhe der Friedhofskirche St. Margaretha (Crkva Sv. Margerite), erbaut im Jahr 1818, steht der Besucher am Beginn der Gradiziol (auch Stjepana Beletića genannt), einer schmalen mit unebenen Steinplatten belegten engen Gasse, entlang der während der Tourismussaison mehrere Geschäfte ihre lokalen Produkte (Olivenöl, Weine, Trüffel) zum Kauf anbieten. Gleich zu Beginn dieser zum inneren Stadtkern hinaufführenden Gasse steht die Kirche der Serviten der Heiligen Jungfrau Maria (Crkva Blažene Djevice Marije dei Servi) aus dem Jahre 1585.
Durch den im 14. Jahrhundert errichteten Renaissance-Stadtturm (Toranj novih vrata) führt das doppelte äußere Stadttor, geschmückt mit den Wappen bedeutender Patrizierfamilien, auf den äußeren Platz (Piazza de Soto, heute Trg Josef Ressel) zwischen den beiden Mauerringen. Hier befindet sich an die westliche Stadtmauer angelehnt die im 17. Jahrhundert errichtete Stadtloggia. Ein weiteres Stadttor, das gotische Innere Stadttor (Vrata kaštela), führt hinauf auf den Hauptplatz. Der Platz zwischen den beiden Stadttoren dient heute vor allem als Gartenterrasse dreier Gaststätten. Nach Westen mit Blick über die Stadtmauer hinaus bietet sich eine Aussicht hinunter ins Mirnatal. Auf der Ostseite des Platzes, zwischen den beiden Stadttoren, thront die Westfassade des Podestà-Palasts. Dieser Kommunalpalast gilt als eines der größten weltlichen Gebäude Motovuns aus der damaligen Zeit.
Der große Hauptplatz Trg Andrea Antico, benannt nach dem in Motovun-Montona geborenen Komponisten Andrea Antico, mit dem Gebäudeensemble aus dem 14. bis 17. Jahrhundert, wird von einem zinnengekrönten Wehrturm aus dem 13. Jahrhundert überragt. Der freistehende Glockenturm gehört zur dreischiffigen St. Stephanskirche (Sveti Stjepan) aus dem frühen 17. Jahrhundert, erbaut nach Plänen des venezianischen Architekten Andrea Palladio oder eines seiner Schüler. Auf der Westseite des Platzes, gegenüber der Stephanskirche, befindet sich die Ostfassade des Kommunalpalastes (Podestà Palast). Am nördlichen Ende des Platzes, vor dem Basiliscos Haus, befindet sich ein im 15. Jahrhundert erbauter, von einem Stadtwappen gezierter Brunnen mit Zisterne.
Der Polesini-Palast, angrenzend an den südlichen Teil des Platzes, dient heute als Hotel. Der Brunnen vor dem Hotel aus dem Jahr 1330 trägt das älteste Stadtwappen des Ortes sowie eine Darstellung des venezianischen Löwens.
Im südlich gelegenen Bereich Motovuns-Montonas, inmitten der beiden Stadtmauern, befinden sich mit der Crkva Sv. Ciprijana (auch Sv. Antun Padovanski), erbaut im 15. Jahrhundert, sowie der Crkva Sv. Ivana Krstitelja ili Vratiju Blažene Djevice Marije, erbaut im 1520, zwei weitere Gotteshäuser.

## Brauchtum und Wirtschaft
Motovun/Montona gilt als die Stadt des Veli Jože (deutsch „Großer Sepp“), eines gutmütigen Riesen, der als Sagenfigur überregional bekannt ist und vielfältige literarische Bearbeitung, so unter anderem vom kroatischen Dichter Vladimir Nazor, erfahren hat.
Seit 1999 findet das Motovun Film Festival in Freilichtkinos statt.
Unterhalb von Motovun/Montona, rechts des Flusses Mirna, erstreckt sich der periodisch überschwemmte Motovuner-Montoner Eichenwald, eine der bekanntesten Fundstellen der begehrten Weißen Trüffel (Tuber magnatum Pico) in Istrien.
Die Rieden an den Hängen von Motovun-Montona liefern in manchen Jahren einen sehr guten Rotwein, den Motovunski Teran.

## Verwaltungseinheiten
Die Verwaltungsgemeinde (kroat. općina) Motovun / Montona setzt sich aus vier Siedlungen (kroat. naselje) zusammen, die wiederum in mehrere Dörfer (kroat. selo) unterteilt sind:
- Brkač / Bercaz oder San Pancrazio mit
  - Bataji / Battai,
  - Breg / Monte,
  - Kolari / Colleri,
  - Kranceti / Cragno,
  - Labinjani / Labignani,
  - Monforno / Monforno,
  - Ravan / Ravan,
  - Romani / Romani,
  - Rudeli / Rodelli,
  - Rušnjak / Ruscnach und
  - Sirotići / Sirotici (Rosso).

- Kaldir / Caldier mit
  - Brdari / Berdari,
  - Brtoši / Bertossi,
  - Brtošići / Bertossichi,
  - Cvitki / Zvitchi,
  - Gali / Galli,
  - Klarići / Clarici,
  - Lazi / Lazze (Ferri),
  - Madruši / Madrussa,
  - Paladini / Paladini,
  - Petretići / Petretichi,
  - Prodani / Prodani,
  - Štefanićev Breg / Monte Stefanich,
  - Štefanići / Stefanichi und
  - Valenti / Valenti.

- Motovun / Montana mit
  - Božići / Bosici,
  - Divjaki / Diviachi,
  - Dagoštini / Dagostini,
  - Meloni / Meloni,
  - Murari / Morari,
  - Režari / Resari,
  - Pavati / Pavat,
  - Perčići / Percichi und
  - Pišiljon / Pissiglione.

- Sveti Bartol / San Bortolo mit
  - Benčići / Bencici,
  - Beletićev Breg / Monte Belletich,
  - Flegi / Fleghi,
  - Flegova Stancija / Stanzia Flego,
  - Fiorini / Fiorini,
  - Podjesika / Sotto Jessica,
  - Kal / Cal,
  - Kaligari / Calligari,
  - Kotigi / Cotigi,
  - Labinjani / Labignani,
  - Lokandići / Locandici,
  - Piški / Pischi,
  - Šćulci / Sciolazi,
  - Tripe / Trippe,
  - Valenti / Valenti,
  - Vežnaveri / Vesnaveri und
  - Žugani / Giganti.

## Persönlichkeiten
- Aldo Andretti (1940–2020), Autorennfahrer
- Mario Andretti (* 1940), Rennfahrer
- Andrea Antico (1470–1540), mittelalterlicher Komponist
- Josef Ressel (1793–1857), k.u.k.-Förster und Erfinder

## Bildgalerie

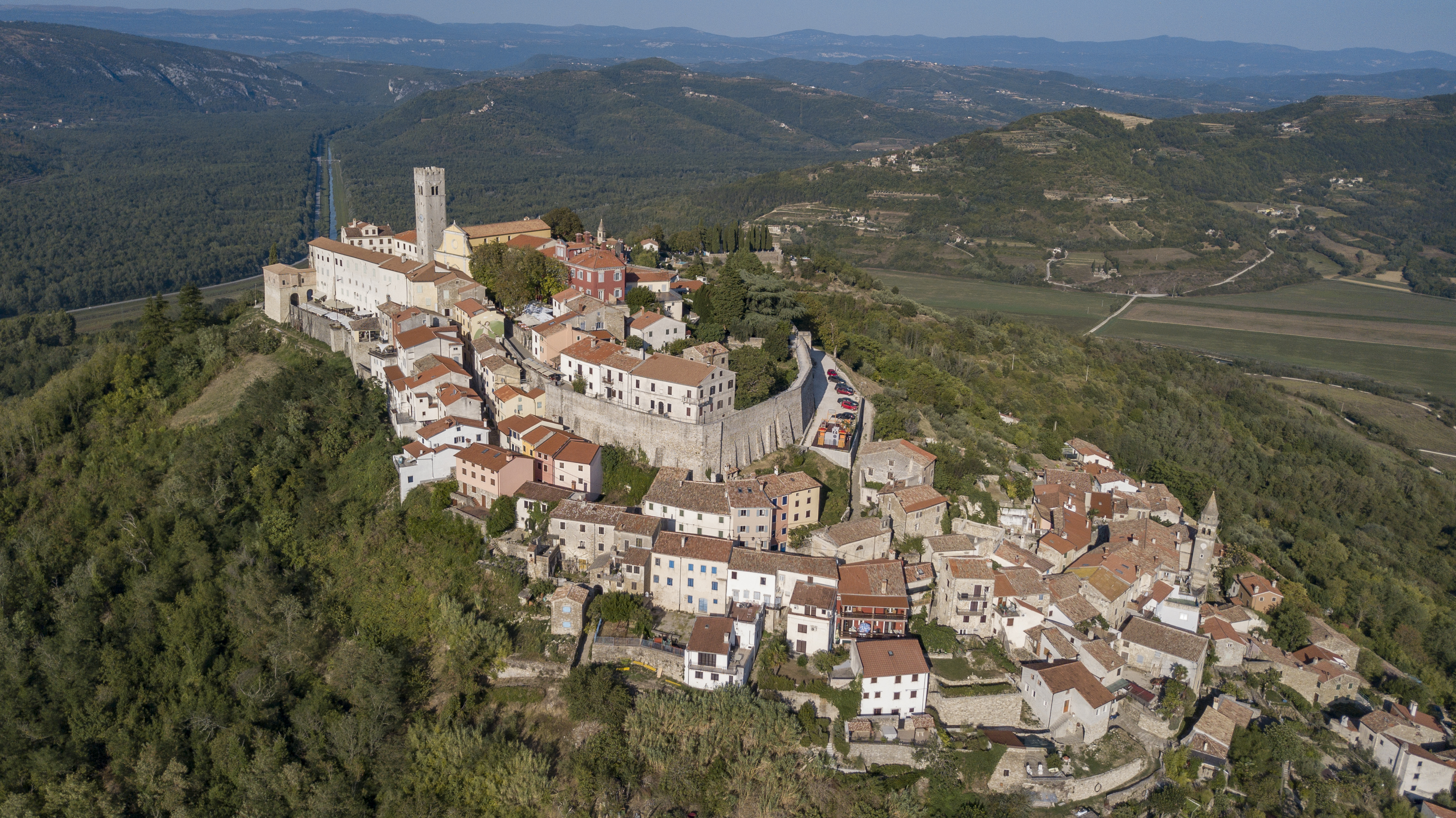
Panoramaansicht von Motovun/Montona
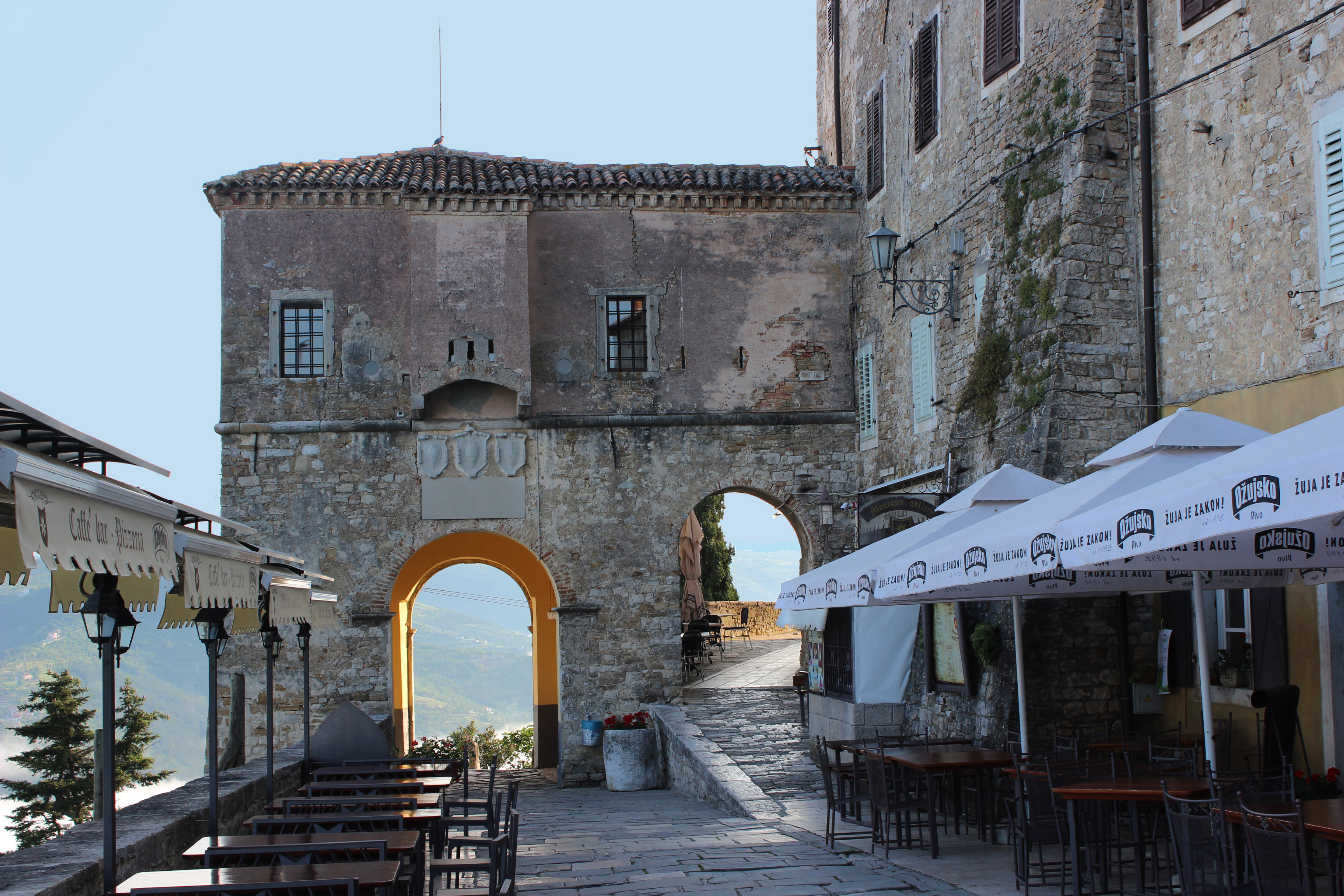
Äußeres Stadttor (Toranj novih vrata)
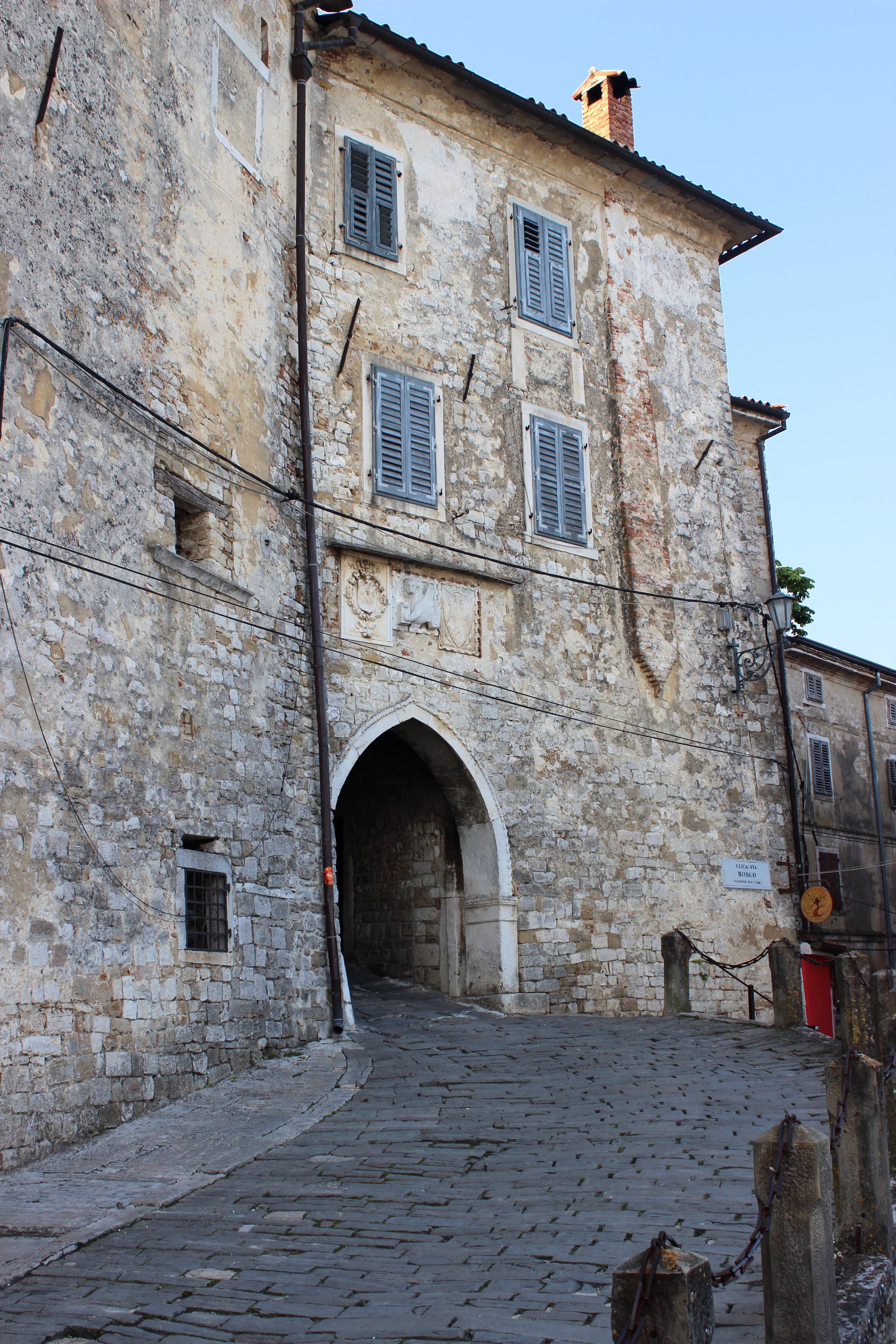
Inneres Stadttor (Vrata kaštela)
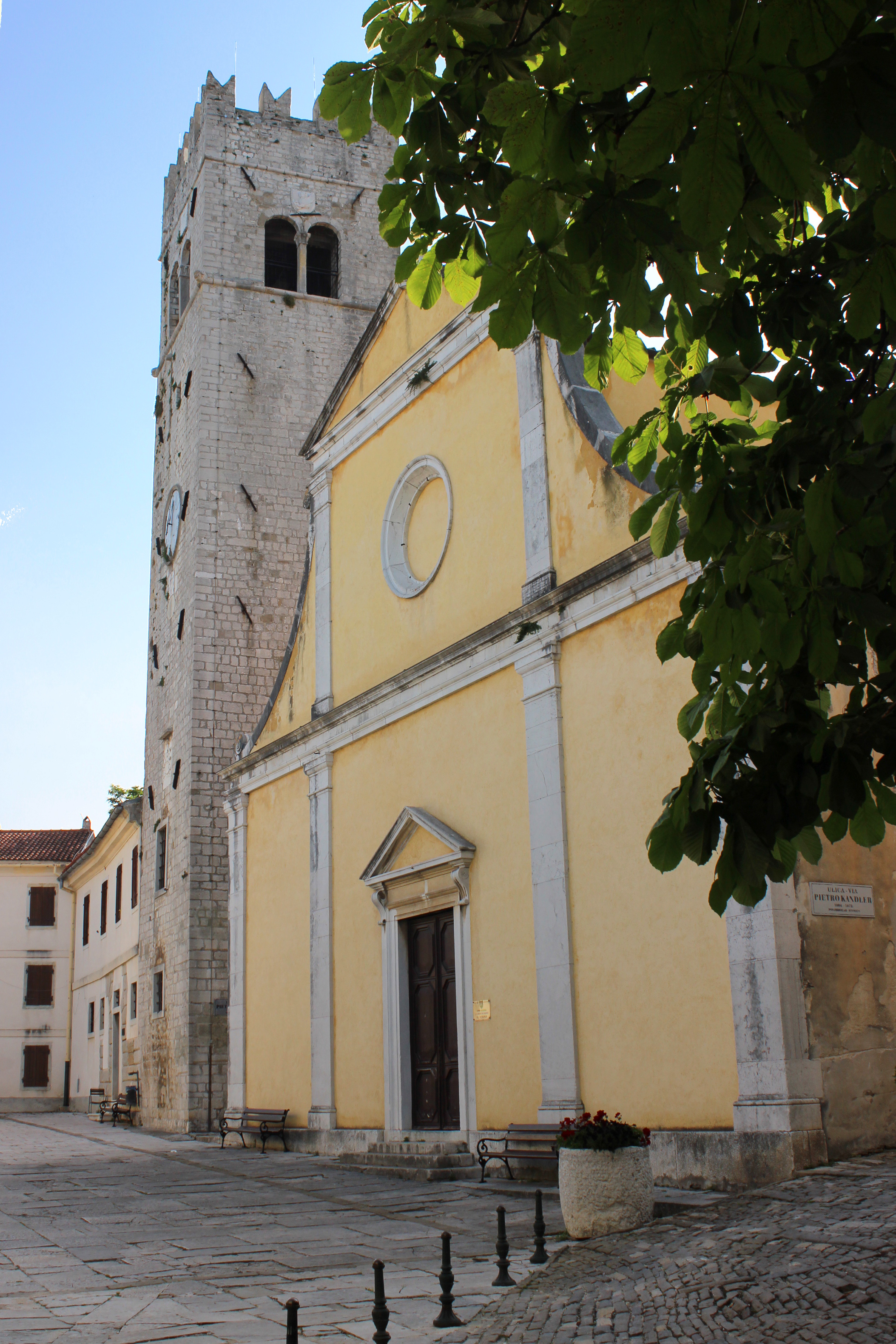
Stephanskirche mit Glockenturm
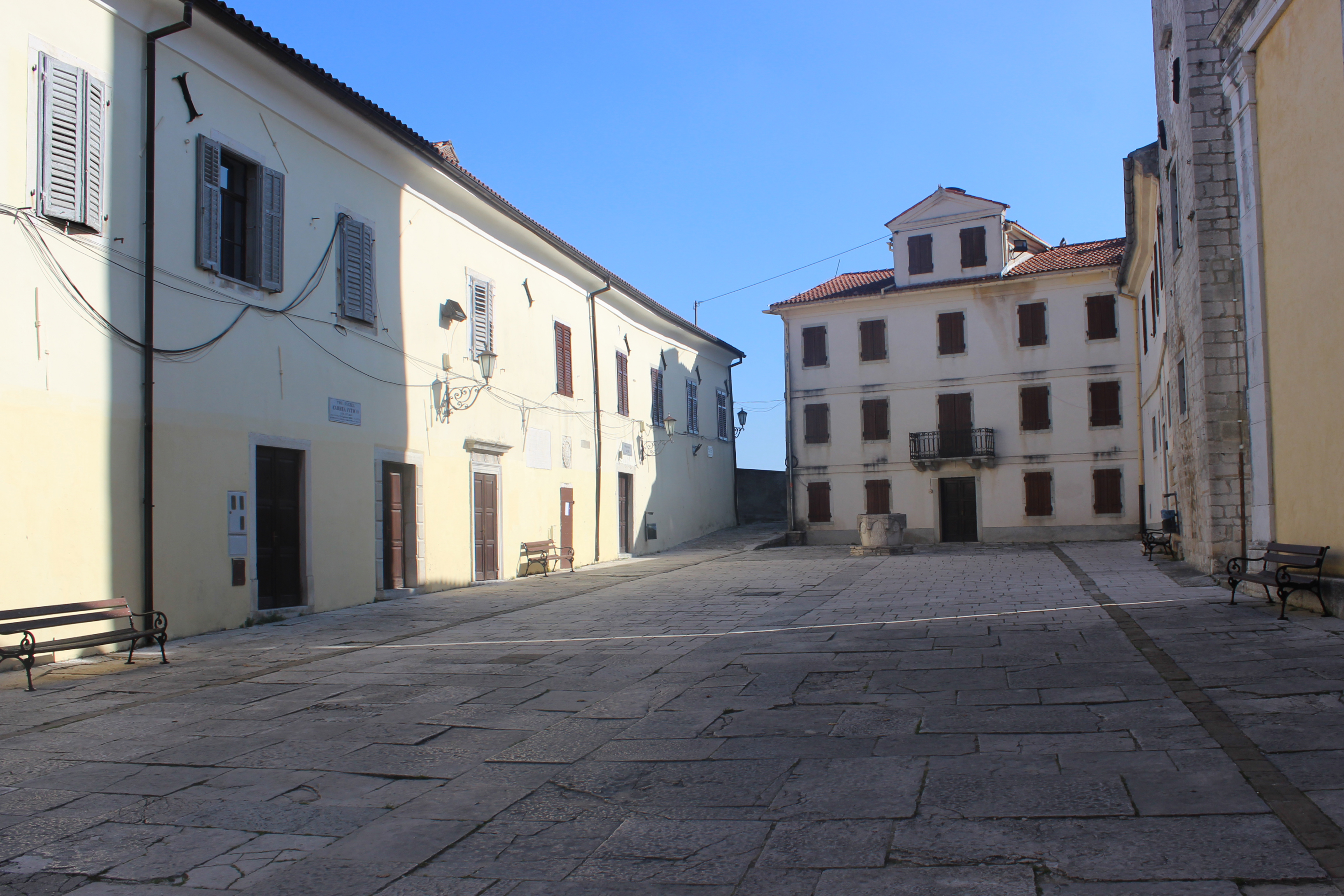
Hauptplatz Andrea Antico
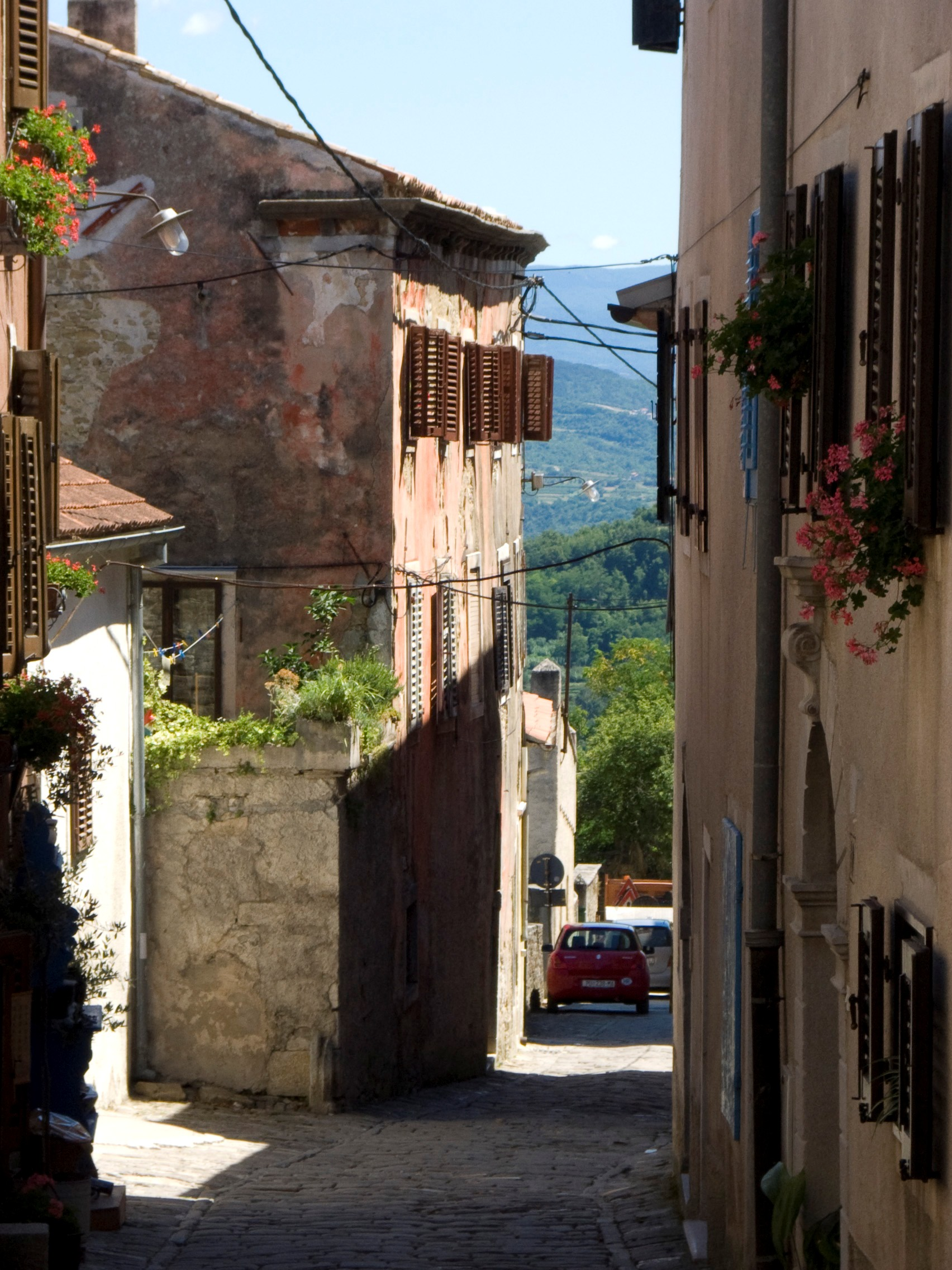
Montona Gasse
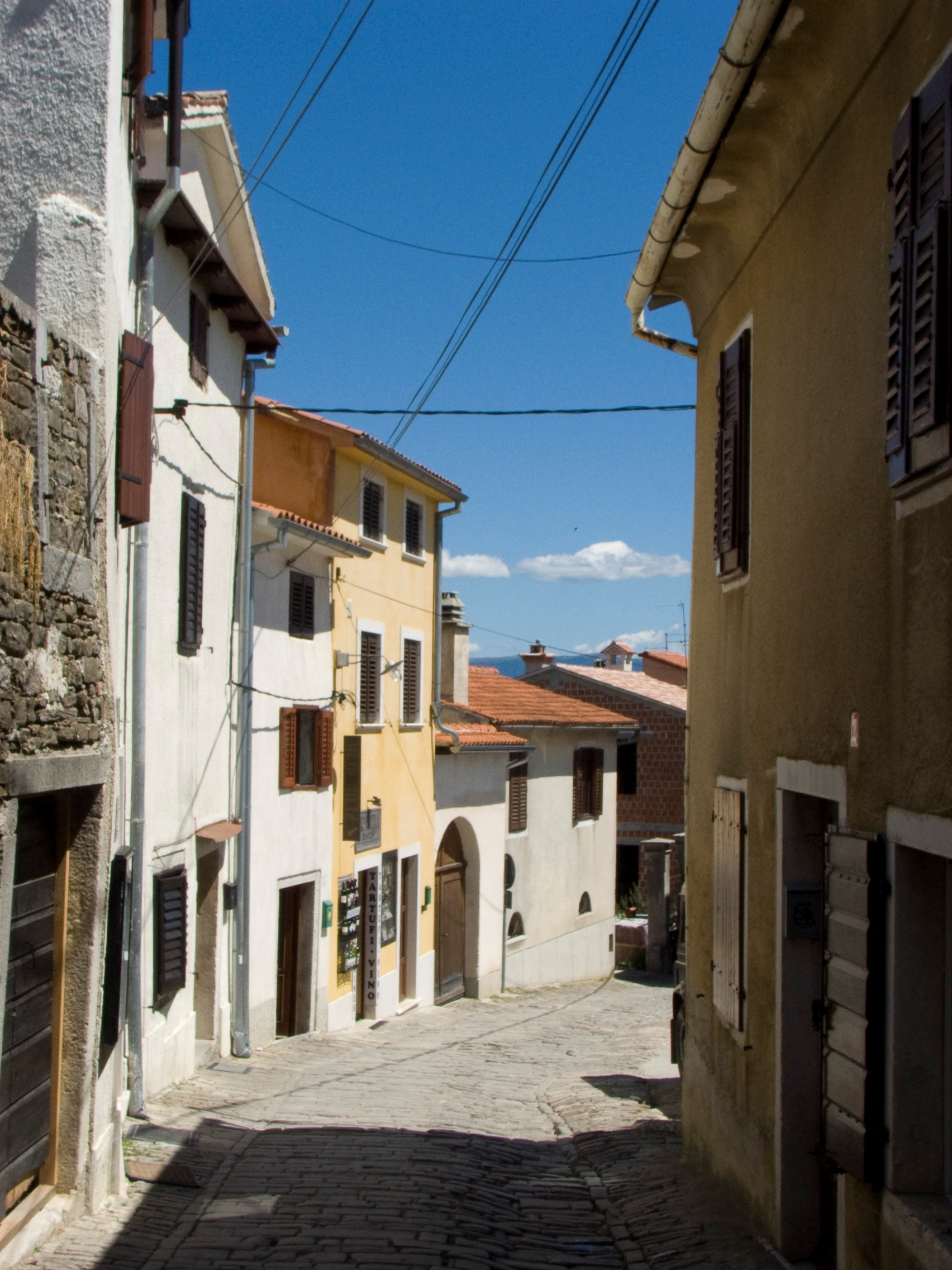
Montona Gasse
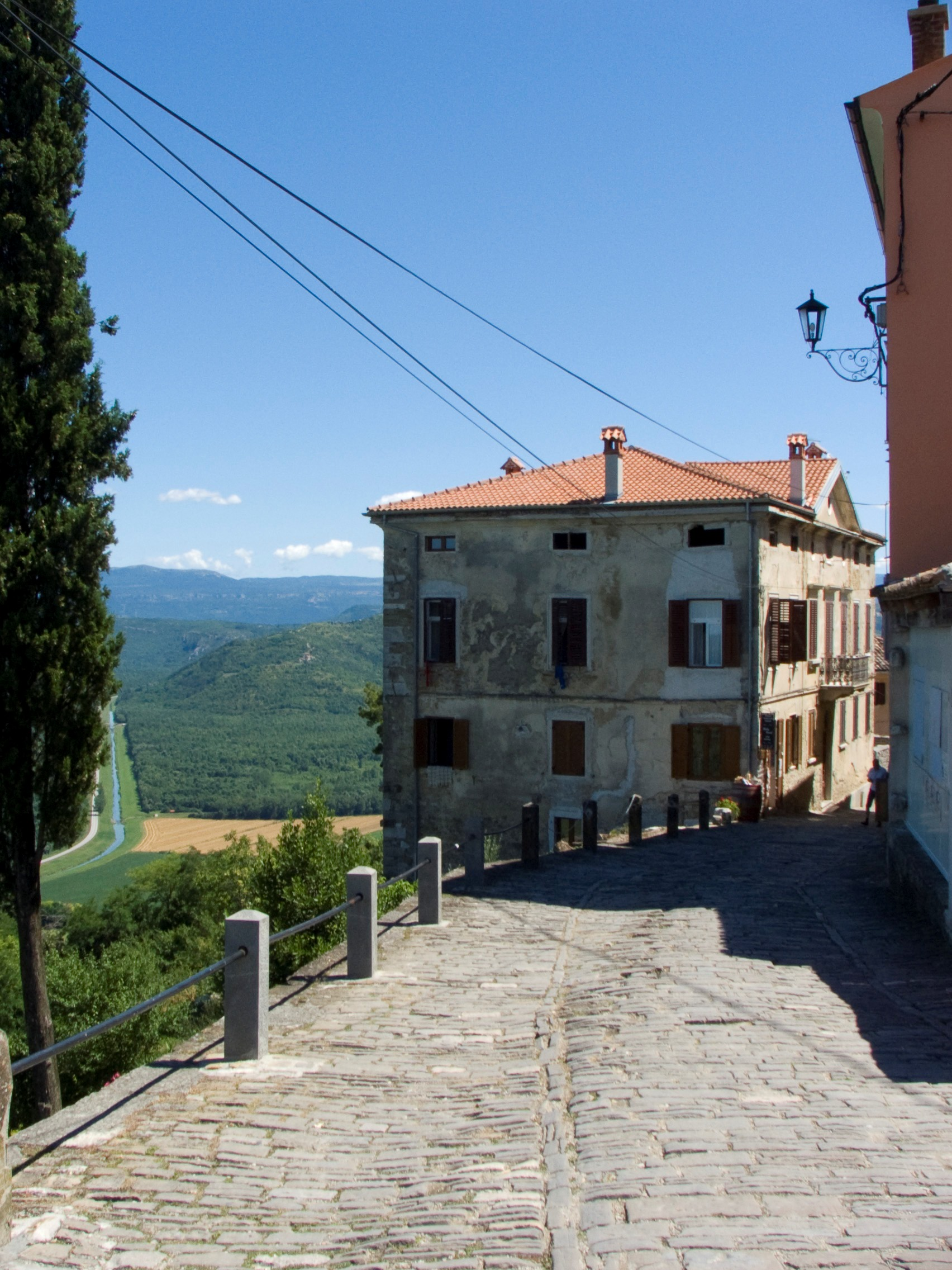
Montona Gasse
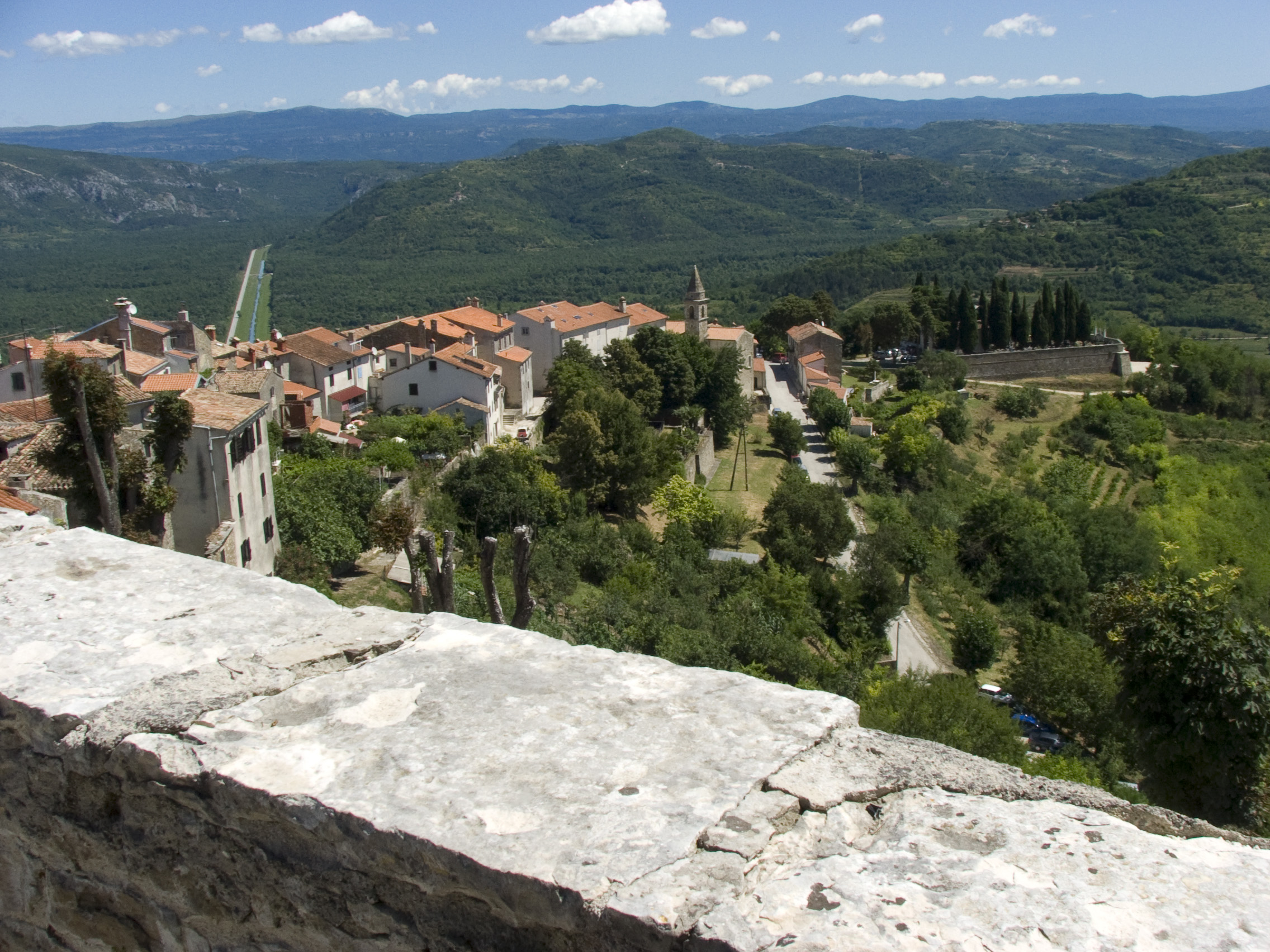
Ausblick von der Stadtmauer
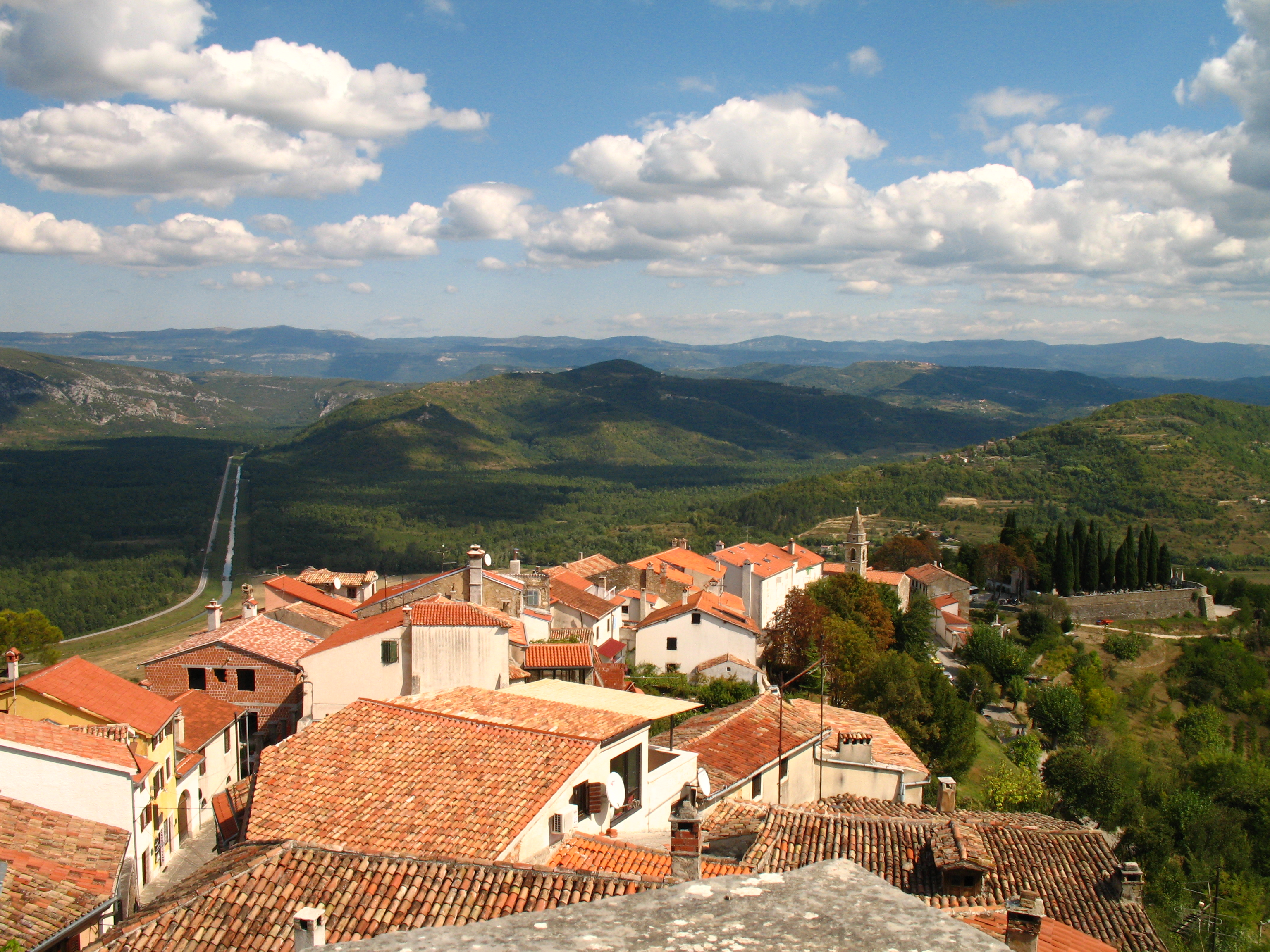
Ausblick von der Stadtmauer